# Clostridium difficile

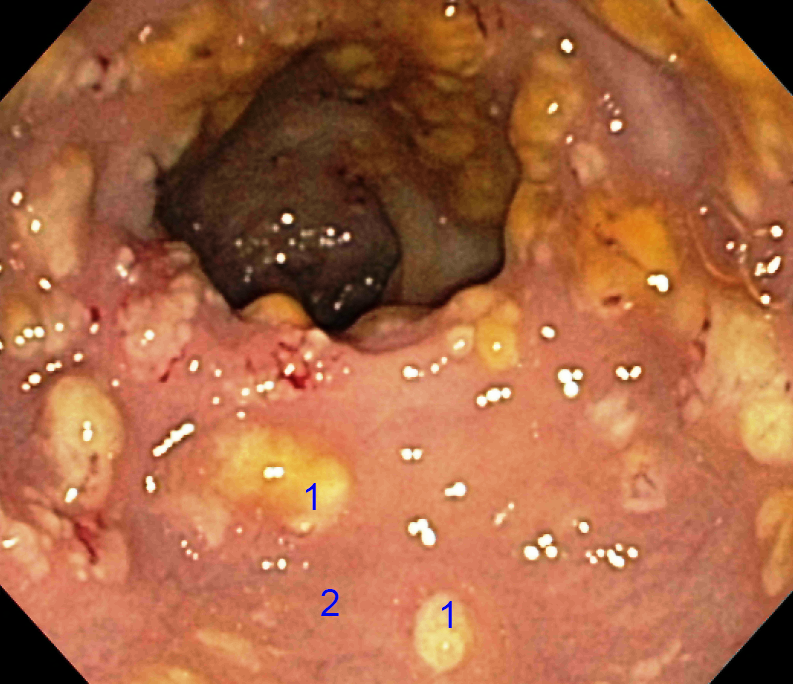
Aspect endoscopic al colitei pseudomembranoase. Se văd pseudomembranele caracteristice (1), situate pe mucoasa intestinală, care apar ca plăci multiple, elevate, gălbui, cu diametrul de la câțiva milimetri la 10-20 mm. Mucoasa intestinală (2) situată între leziuni are aspect normal sau este hiperemică și edematoasă.

Clostridium difficile (din cuvântul latin clostridium = fus mic,  fiindcă are o formă de fus sau bastonaș  + difficile = dificil, deoarece acest bacil era dificil de izolat și crescut în cultură) este un bacil Gram-pozitiv, mobil, strict anaerob (se dezvoltă numai în absența oxigenului),  sporogen, care la om colonizează intestinul gros și poate produce infecția cu Clostridium difficile care se manifestă clinic de la o formă ușoară de boală diareică acută până la o colită pseudomembranoasă și megacolon toxic, fiind adesea precedate de un tratament cu antibiotice. Clostridium difficile este prezent în mod obișnuit în flora bacteriană a colonului la mai mult de 50% dintre copii sub un an, procentul scăzând la aproximativ 3-5% la persoanele adulte. La copii sub vârsta de doi ani bacilul face parte din flora bacteriană intestinală normală. Acest bacil se găsește și în mediul ambiant (sol, apă fân) și la animalele domestice: bovine, cabaline, măgari, câini, pisici și rozătoare. Sporii acestui bacil sunt foarte rezistenți în mediul extern și pot trăi în mediul înconjurător de la câteva luni până la câțiva ani.

## Istoric
Clostridium difficile a fost descrisă în 1935 de catre Hall și O'Toole care i-au atribuit numele difficile (cel mai greu) din cauza dificultăților mari pe care le-au avut în izolarea ei experimentală și creșterea foarte lentă în mediul de cultură.
Colita pseudomembranoasă a fost descrisă pentru prima dată în 1974, fiind mai întâi atribuită stafilococilor, responsabilitatea clostridiei fiind stabilită din 1978.

## Patogeneza infecției cu Clostridium difficile
Colonizarea tractului gastrointestinal de către Clostridium difficile poate îmbrăca diferite aspecte clinice, în funcție de starea de imunitate a gazdei, care pot varia de la portaj asimptomatic până la diaree severă, colită pseudomembranoasă, megacolon toxic, perforarea colonului și, în unele cazuri, deces. Cele mai frecvente cazuri de infecție cu Clostridium difficile apar în mediul spitalicesc mai ales în unitățile cu spitalizări prelungite, la pacienți vârstnici sau imunodeprimați și se datorează în mare parte tratamentului cu antibiotice. Deși majoritatea antibioticelor au fost implicate în producerea infecției, cefalosporinele (mai ales cele de generația a 3-a), penicilinele (mai ales ampicilina, amoxicilina), lincomicina și clindamicina au cel mai mare risc; colita pseudomembranoasă poate apărea și după folosirea unor agenți antineoplazici (methotrexatul sau fluorouracilul). Distrugerea florei normale intestinale cauzată de antibiotice constituie factorul predispozant esențial al infecției cu Clostridium difficile; flora intestinală normală se opune colonizării cu acest bacil. La adulții sănătoși rata portajului acestui bacil nu depășește 2-3%, la pacienții spitalizați, fără diaree, aceasta se ridică la 10-25%, la cei cu diaree asociată tratamentului antibiotic, la 20-50%, la subiecții cu colită fără pseudomembrane, la 75-90%, iar la pacienții cu colită pseudomembranoasă, la 95-100%.
Sporii acestei bacterii pătrund în organism pe cale fecal-orală, în condiții precare de igienă, direct de la pacient la pacient sau prin intermediul personalului medical. Contaminarea se produce mai cu seamă în condițiile de spitalizare prelungită, germenele fiind cultivat de pe numeroase obiecte provenite din camerele de spital. Sporii trec prin stomac în intestinului gros, acizii biliari stimulează germinarea sporilor și astfel se formează celule vegetative ale bacteriei care se multiplică rapid. La nivelul mucoasei intestinului gros, bacilul produce în cantități mari două toxine majore: toxina A (enterotoxina) și toxina toxina B, cu efect citotoxic; ambele toxine au efect letal pentru șoarecele alb și alte animale de laborator. Tulpina NAP-1 sau 027 produce o toxină binară, care nu este prezentă la celelalte tulpini de Clostridium difficile. Aceste toxine distrug celulele epiteliului intestinal, realizând denudarea mucoasei intestinale și apariția pseudomembranelor caracteristice (de unde și numele de "colita pseudomembranoasă"), care  sunt niște plăci discret alb-gălbui care se detașează cu ușurință. Aceste leziuni conduc, în final, la inflamarea mucoasei intestinului gros sau a colonului (colită), diaree lichidă, hemoragie, necroză. 

## Tabloul clinic
Tabloul clinic al infecției cu Clostridium difficile este variabil, de la o diaree simplă, care se remite spontan după întreruperea administrării antibioticului, până la o colită pseudomembranoasă, care survine la 4-10 zile de la debutul tratamentului cu antibiotice sau chiar la 2 luni după finalizarea antibioterapiei. Debutul colitei pseudomembranoase este brutal, cu diaree lichidă, abundentă, cu resturi de mucoasă, rar sanguinolentă, însoțită de febră și colici abdominale, greață, vărsături, deshidratare severă, uneori megacolon toxic și perforație intestinală. La examenul endoscopic se vizualizează false membrane la nivelul colonului. Recăderile pot să apară la 15-20% din pacienți. 

## Diagnostic
Diagnosticul trebuie suspicionat la  pacienții care dezvoltă diaree în decurs de 2 luni de la utilizarea de antibiotic sau după 72 ore de la internare. Diagnosticul clinic a infecției cu Clostridium difficile se confirmă în laborator prin: depistarea toxinelor A și B în scaun, izolarea bacteriei și evidențierea toxigenității acestuia și prin teste de biologie moleculară, care detectează genele codificatoare pentru toxinele A și/sau B, toxina binară. 

## Tratament
Cazurile ușoare de boală se pot vindeca prin simpla întrerupere a tratamentului cu antibiotice. Tratamentul este instituit în funcție de gravitatea manifestărilor clinice: reechilibrare hidroelectrolitică, oprirea antibioticului dacă este posibil, administrarea de metronidazol oral 250 mg la 6 ore sau 500 mg la 8 ore timp de 10 zile în formele moderate. Utilizarea vancomicinei este rezervată celor mai grave forme. Recent în tratamentul infecției cu Clostridium difficile a fost introdus un nou antibiotic - fidaxomicina, care reduce cu mult rata recidivelor față de vancomicină. Unii pacienți au nevoie de bacitracină 500 mg oral la 6 ore timp de 10 zile, rășină cu colestiramină sau drojdie de Saccharomyces boullardii. Pentru purtătorii asimptomatici, tratamentul nu este necesar. Un număr mic de pacienți a necesitat colectomie totală pentru vindecare. 

## Situația în România
În România supravegherea infecțiilor cu Clostridium difficile în spitale a fost introdusă în 2014. Până la 30 octombrie 2015, în România au fost raportate 4.958 de cazuri de infecții cu Clostridium difficile, majoritatea apărute după administrarea de antibiotice, mai ales  după  tratamente cu cefalosporine de generația a treia sau fluorochinolone.

## Video
- Clostridium difficile (c.diff) Infection. Gastrointestinal Society, Canadian Society of Intestinal Research (CSIR)